# 辽师大站
辽师大站是大连地铁2号线的地铁站，位于中国辽宁省大连市沙河口区黄河路与兰青街交叉口，于2015年5月22日开通。本站原名辽师站，2017年6月7日更为现名。

## 车站结构
辽师大站沿黄河路东西设置，为地下二层岛式站台车站，车站长170.2米，车站地下一层为站厅层，地下二层为站台层，站台设置全高站台门。车站西侧设置一条单渡线。
| 地面              | 出入口 | A、B出入口 |
| 地下一层          | 站厅   | 客服中心、自动售票机、验票机                                                                                    |
| 地下二层          | 站台   | \| \| \| █ 2号线往大连北站（马栏广场） \| \| 島式 · 開左邊车门 \| \| \| \| \| \| █ 2号线往海之韵（交通大学） \| |
|                   |        | █ 2号线往大连北站（马栏广场）                                                                                   |
| 島式 · 開左邊车门 |        | |
|                   |        | █ 2号线往海之韵（交通大学）                                                                                     |

## 车站出口
辽师大站共设2个出口，各出口及周围设施如下所示：
| 出口编号            | 照片 | 出口指示         | 建议前往的目的地                                           |
| ------------------- | ---- | ---------------- | ---------------------------------------------------------- |
| A · 出口 · （设有） |      | 黄河路（东南侧） | 辽宁师范大学，辽宁师范大学外国语学院，辽宁师范大学化工学院 |
| B · 出口            |      | 黄河路（西北侧） | 大连第四十九中学，辽视大附属职业中专                       |
| 图例： 设有         |      |                  |                                                            |

## 接驳交通

### 公交车
- 辽宁师范大学：101路、522路、705路、705路区间、708路、708路加车、708路区间车、715路、2007路、2007路早间

## 车站历史
车站建设时期工程名为师范大学站，开通前命名为辽师站，后更名为辽师大站。
- 2015年5月22日，车站随2号线一期通车开通[1]。
- 2017年6月7日，车站更名为辽师大站[2]。